# Aşağı Daşağıl
Aşağı Daşağıl è un comune dell'Azerbaigian situato nel distretto di Şəki. Conta una popolazione di 545 abitanti.